# Anaglyptini
Anaglyptini, tribus kornjaša (coleoptera), dio potporodice Cerambycinae.

## Rodovi
1. Anaglyptus Mulsant, 1839
2. Aphysotes Bates, 1885
3. Clytoderus Linsley, 1935
4. Cyrtophorus LeConte, 1850
5. Diphyrama Bates, 1872
6. Microclytus LeConte, 1873
7. Oligoenoplus Chevrolat, 1863
8. Paraclytus Bates, 1884
9. Pempteurys Bates, 1885
10. Tilloclytus Bates, 1885
11. Yoshiakioclytus Niisato, 2007[2]

## Vanjske poveznice
|  | Zajednički poslužitelj ima još gradiva o temi Anaglyptini |
|  | Wikivrste imaju podatke o taksonu Anaglyptini             |